# Südlibanesische Armee
Die Südlibanesische Armee (SLA; französisch Armée du Sud Liban, arabisch جيش لبنان الجنوبي, DMG Ǧayš Lubnān al-ǧanūbī, hebräisch צְבָא דְּרוֹם לְבָנוֹן Zvā Drōm Ləvanōn, Kürzel צד"ל ZaDaL) war eine libanesische Miliz während des libanesischen Bürgerkrieges. Sie unterstützte Israel bei dessen Besetzung des Südlibanons.

## Geschichte

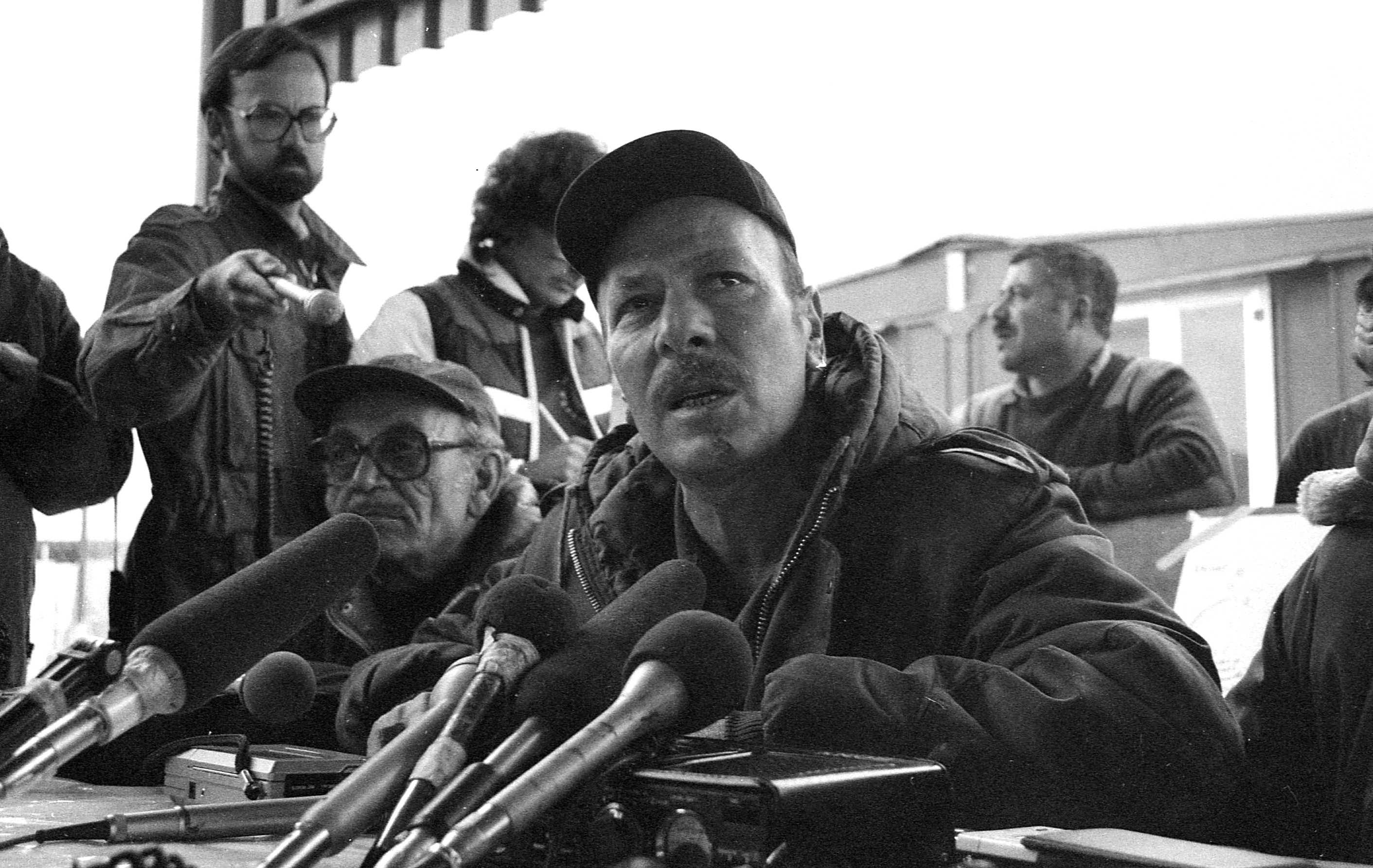
Saʿad Ḥaddad auf einer Pressekonferenz am 19. November 1981

Die SLA entstand zunächst als „Freie Libanon-Armee“ (FLA) während des libanesischen Bürgerkriegs 1976 durch Abspaltung eines von Major Saʿad Ḥaddad kommandierten Teils der libanesischen Armee in den Städten Marjayoun und Qulayaa. Ihre Gründer waren, neben einzelnen Schiiten und Drusen, vorwiegend Christen im Libanon. Ihr Kampf richtete sich gegen die schiitische Amal-Miliz und die PLO, die zu dieser Zeit den Südlibanon beherrschten. Vorgebliches Ziel war, libanesische Zivilisten schützen zu wollen. Als gemeinsamer Gegner von Amal-Miliz und PLO bildeten die SLA und Israel seit 1978 eine Allianz.
SLA-Führer war bis zu seinem Krebstod im Jahr 1984 Major Saʿad Ḥaddad und später der pensionierte Generalleutnant Antoine Lahad.

Karte (hebräisch) der damaligen israelischen Sicherheitszone im Südlibanon (schraffiert) und des nur von der SLA beherrschten Gebietes um Jezzine (rot)

Bis zum Einmarsch Israels im Libanonkrieg 1982 bekämpfte die SLA die PLO im Süden des Landes. Nach der Errichtung der sogenannten 'Sicherheitszone', die de facto eine Besatzung war, richteten sich die Operationen der SLA gegen den Widerstand der überwiegend vom Iran unterstützten Hisbollah sowie der von Syrien unterstützten Amal-Miliz. 1985 zog die israelische Armee (IDF) teilweise ab und überließ die Kontrolle der SLA, die im gleichen Jahr ihr Hauptgefängnis in Chiyâm etablierte und im Südlibanon eine einjährige allgemeine Wehrpflicht einführte. Die SLA wurde von Israel kontinuierlich mit Geld, Waffen und dazugehöriger Munition logistisch unterstützt.
Trotz der zeitweiligen Anwesenheit von 1.000 bis 1.200 israelischen Soldaten im Südlibanon trug die SLA die Hauptlast des Kampfes inklusive der administrativen Verwaltung des besetzten Gebietes.
Das SLA-Gebiet war nicht völlig mit der israelisch besetzten Pufferzone im Südlibanon identisch, sondern ging mit dem nördlich davon gelegenen Abschnitt Jezzine erheblich darüber hinaus.
Israelische und SLA-Interessen waren also nicht völlig deckungsgleich.
Die SLA wurde des Mordes an vielen Zivilisten zwecks Einschüchterung der Bevölkerung sowie gelegentlicher Bombenanschläge außerhalb der Sicherheitszone beschuldigt.
In den 1990er-Jahren gelangen der Hisbollah zunehmend Angriffe auf die Miliz, zuletzt auch mit Unterstützung des Geheimdienstes der libanesischen Armee, der die SLA unterwandert hatte. Durch Desertion und mangelnden Rückhalt im besetzten Gebiet schrumpfte die der Kollaboration mit den Israelis bezichtigte Miliz kontinuierlich (1980: 5.000, 1990: 3.000, 2000: 1.500).

## Zerfall der SLA

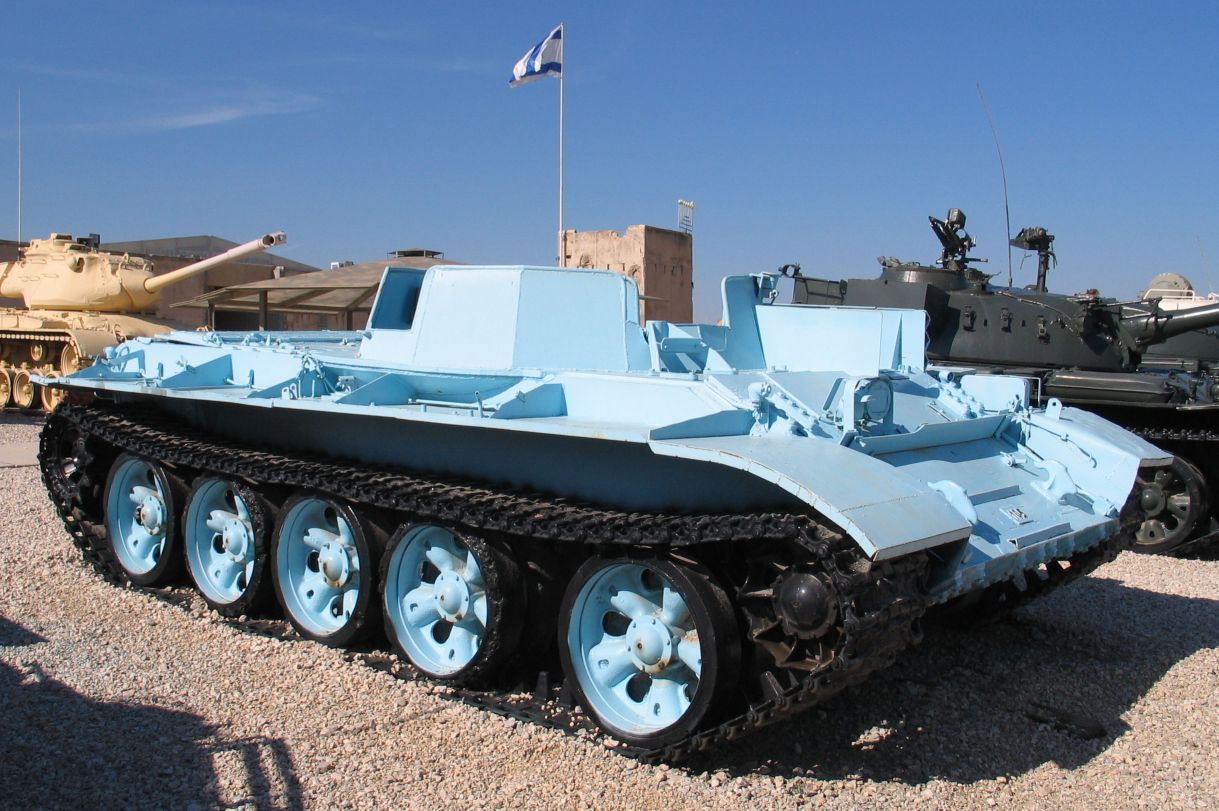
Ein durch die IDF erbeuteter und dann zum gepanzerten Mannschaftstransporter umgebauter T-54, der der SLA überlassen wurde (Panzermuseum Latrun)

Im Mai 2000 verließ die israelische Armee ohne Rücksicht auf die SLA die besetzte Zone. Nach dem Bekanntwerden des Abzugs überrannten libanesische Zivilisten die Stützpunkte der Miliz und nötigten sie zur Aufgabe. Viele Flüchtlinge kehrten aus dem Libanon in ihre Ortschaften zurück und die Hisbollah übernahm, teilweise kämpfend, die Kontrolle des Gebietes.
Etwa 1600 Soldaten der SLA flohen – zum Teil mit ihren Familien – nach Israel. Andere stellten sich bzw. wurden von der Hisbollah an die Polizei übergeben oder, je nach Anteil am Widerstand, auch freigelassen. Viele erhielten in Europa Asyl, besonders in Deutschland. Libanon selbst betrachtete sie als „Kollaborateure mit dem Feind“ und verhängte Gefängnisstrafen; einige wurden wegen Übergriffen auf Zivilisten zu Zwangsarbeit verurteilt.
Der israelische Ministerpräsident Ehud Barak wurde in Israel für den plötzlichen Abzug der israelischen Armee und den daraufhin raschen Zusammenbruch der Sicherheitszone kritisiert. Nach Sicherheitsgarantien der Hisbollah kehrten viele Familien in den Libanon zurück. 

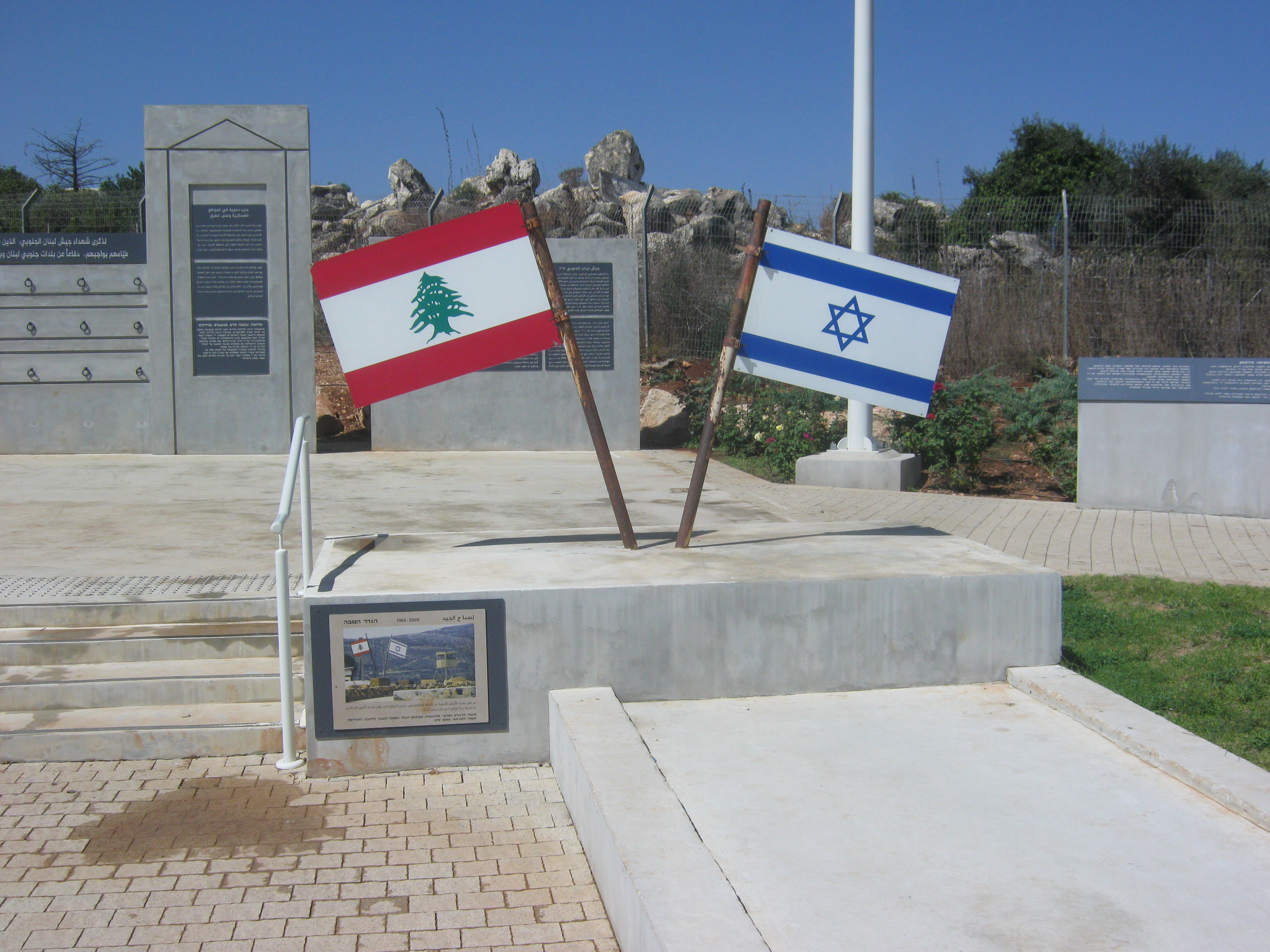
Ehrenmal für Gefallene der Südlibanesischen Armee, 2022

Ein Drittel der etwa 6.000 Flüchtlinge nahm Israels Angebot, die Staatsbürgerschaft zu erhalten, an; dies beinhaltete eine finanzielle Unterstützung ähnlich der für Neueinwanderer, ferner bis zur Einbürgerung das Aufenthaltsrecht, aber auch Wehrpflicht. Am 6. April 2006 bewilligte der Finanzausschuss der Knesset zudem die Zahlung von 40.000 NIS (ca. 6.000 Euro) pro Familie für SLA-Veteranen, zahlbar über sieben Jahre. Der Plan, diese Personen in arabischen Gemeinden Israels anzusiedeln, scheiterte weithin, da auch israelische Araber die ehemaligen Kämpfer als Verräter ablehnten. Deutschland bot Mitgliedern der ehemaligen Miliz Asyl an, Außenminister Joschka Fischer bestätigte nach einem Treffen mit dem israelischen Außenminister David Levy in Jerusalem, dass den Mitgliedern SLA Asyl angeboten wird.
Viele zogen in israelische gemischte Städte, wie Haifa, wo sie vielfach der Syrisch-Maronitischen Gemeinde Haifa angehören. Im Juli 2021 weihten Veteranen mit Aviv Kochavi in Metulla ein neues Ehrenmal für etwa 650 Gefallene der SLA ein, welches das ältere Gefallenenmal in Mardsch Uyun ersetzt, dass die Hisbollah 2000 sprengte.